# Giá trị thặng dư tuyệt đối

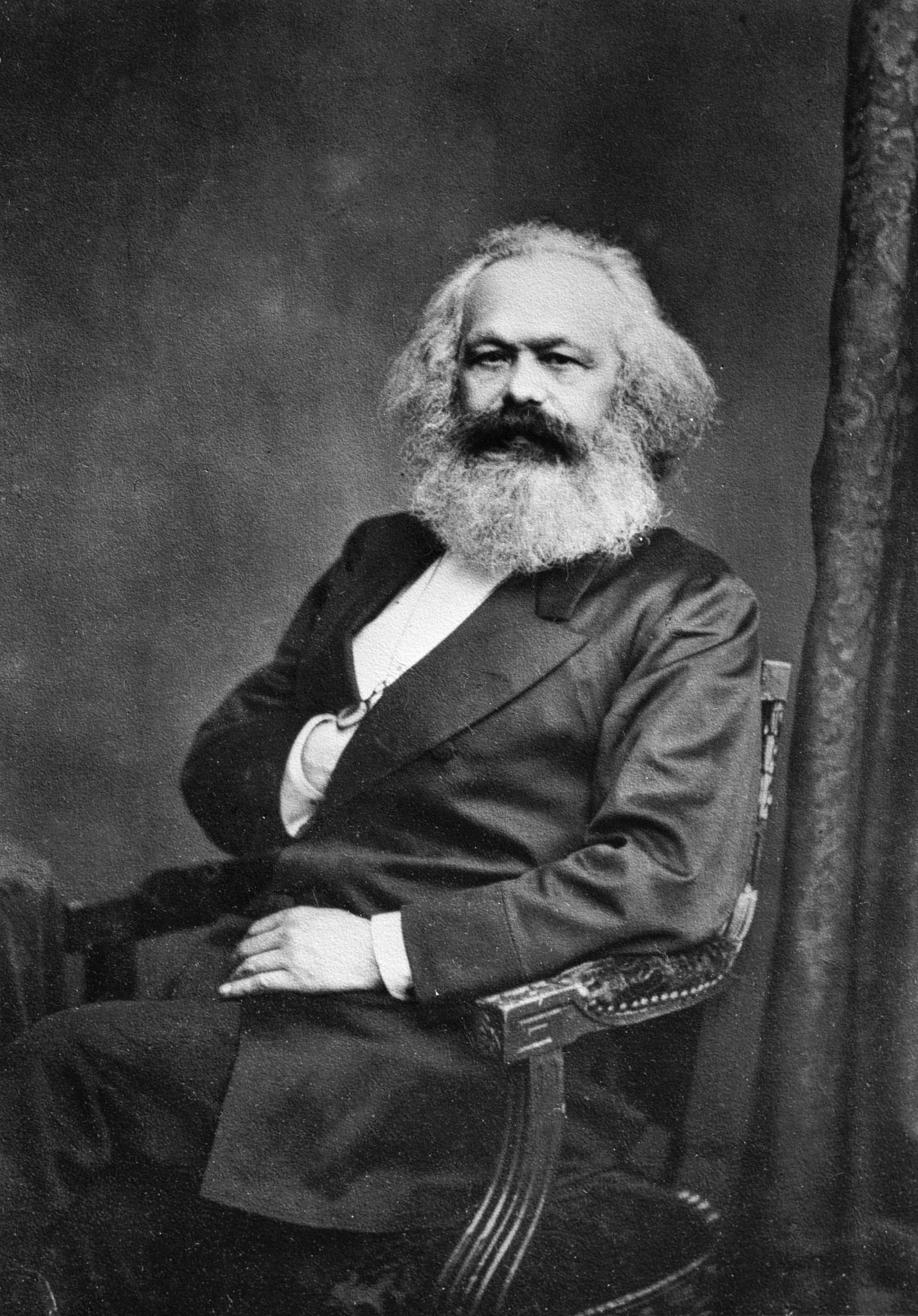
Mác - người đưa ra các khái niệm về kinh tế chính trị

Trong kinh tế chính trị Marx-Lenin, giá trị thặng dư tuyệt đối là giá trị thặng dư thu được do kéo dài thời gian lao động vượt quá thời gian lao động tất yếu, trong khi năng suất lao động, giá trị sức lao động và thời gian lao động tất yếu không thay đổi.
Một ví dụ cụ thể:
Ngày lao động là 8 giờ, thời gian lao động tất yếu là 4 giờ, thời gian lao động thặng dư là 4 giờ, mỗi giờ công nhân tạo ra một giá trị mới là 10 đơn vị, thì giá trị thặng dư tuyệt đối là 40 và tỷ suất giá trị thặng dư là:
m' = 40/40 x 100 % = 100%
Nếu kéo dài ngày lao động thêm 2 giờ nữa, mọi điều kiện khác vẫn như cũ, thì giá trị thặng dư tuyệt đối tăng lên 60 và m' cũng tăng lên thành:
m' = 60/40 x 100 % = 150 %

## Ý nghĩa
Việc kéo dài ngày lao động không thể vượt quá giới hạn sinh lý của công nhân (vì họ còn phải có thời gian ăn, ngủ, nghỉ ngơi, giải trí để phục hồi sức khoẻ) nên gặp phải sự phản kháng gay gắt của giai cấp công nhân đòi giảm giờ làm. Theo chủ nghĩa Mác-Lenin thì vì lợi nhuận, khi độ dài ngày lao động không thể kéo dài thêm, nhà tư bản tìm cách tăng cường độ lao động của công nhân. Tăng cường độ lao động về thực chất cũng tương tự như kéo dài ngày lao động. Vì vậy, kéo dài thời gian lao động và tăng cường độ lao động là để sản xuất giá trị thặng dư tuyệt đối.